# Fair Practice Code
De Fair Practice Code is een Nederlandse richtlijn voor het ondernemen en werken in de kunsten-, cultuur- en creatieve sector gebaseerd op vijf kernwaarden: solidariteit, diversiteit, duurzaamheid, vertrouwen en transparantie. Deze code is gemaakt door een vertegenwoordiging uit de culturele en creatieve sector en is complementair aan de Governance Code Cultuur en Code Culturele Diversiteit. De code is in 2017 ontworpen om vorm te geven aan en het in stand houden van een gezonde arbeidsmarkt in de Nederlandse creatieve en culturele sector.

## Ontstaan
De Sociaal-Economische Raad (SER) en de Raad voor Cultuur (RvC) brachten in januari 2016 het rapport 'verkenning arbeidsmarkt culturele sector'. Hierin kwam naar voren dat de situatie in culturele en creatieve industrie zorgwekkend is door een dalende werkgelegenheid, relatief hoge kans op werkloosheid, relatief meer zzp'ers zonder basale sociale zekerheid gecombineerd met lage en dalende inkomens en een zwakke onderhandelingspositie van werkenden als gevolg van de bijzondere kenmerken van de sector, stevige overheidsbezuinigingen en een economische crisis.
Het ministerie van Onderwijs, Cultuur en Wetenschap maakte met het oog op dit rapport in december 2015 voor het jaar 2016 €2 miljoen vrij voor het ontwikkelen van de positie van kunstenaars op de arbeidsmarkt te verbeteren door het stimuleren van bijscholing, het bevorderen van ondernemerschap en door het ondersteunen van impresariaten. Hiervan ging €400.000 naar het ontwikkelen van een arbeidsmarktagenda van de culturele en creatieve sector wat werd uitgevoerd door Kunsten '92, waarin op verzoek van OCW het Fair Practice Label werd meegenomen.
Geïnspireerd door de discussie over het Fair Practice Label door State Of The Arts uit Brussel, de Duitse groep Koalition der Freien Szene en het rapport 'verkenning arbeidsmarkt culturele sector' kwam ook de discussie over Fair Practice op in Nederland: in april 2016 organiseerde het Transitiebureau tijdens IETM (Informal European Theatre Meeting) een bijeenkomst over wat het Fair Practice Label is en hoe het toegepast kan worden op Europees niveau.
Om de problematiek uit het eerdere rapport verder op te lossen brachten de SER en de RvC op verzoek van de Federatie Cultuur en FNV KIEM een opvolgend rapport uit genaamd 'Versterking van de arbeidsmarkt in de culturele en creatieve sector'. De raden concludeerden hierin dat er niet één oplossing is voor de problematiek maar dat er vier oplossingsrichtingen zijn: het vergroten van het verdienvermogen van de culturele en creatieve sector, het verbeteren van de inkomenszekerheid van werkenden, het bevorderen van scholing en duurzame inzetbaarheid en het versterken van de sociale dialoog. Deze oplossingsrichtingen hebben als doel de weerbaarheid en zelfredzaamheid van de werkenden, werkgevers en opdrachtgevers in de culturele en creatieve sector te vergroten.
Op 14 november 2017 werd de Arbeidsmarktagenda gepresenteerd aan minister Ingrid van Engelshoven bevattende 21 agendapunten waarbij voor elk punt een aanjager wordt aangesteld om zo de sociale dialoog te vergroten. Het toezien op de uitvoering van de arbeidsmarktagenda gebeurde door de Regiegroep, bestaande uit een tal vertegenwoordigers uit de culturele sector. De Regiegroep stelde de Stichting Middelen Arbeidsmarkagenda Culturele en Creatieve Sector (SMACC) aan om het proces en beheer van de middelen zo goed mogelijk te laten verlopen. Sinds eind 2019 zet Platform ACCT de verdere ontwikkeling van de Arbeidsmarktagenda voort, met als doel het verbeteren van de arbeidsmarkt in de culturele en creatieve sector.
Een van de agendapunten van de Arbeidsmarktagenda was het maken van een sectorbrede Fair Practice Code. Met als doel het maken van een Fair Practice Code om een gedeeld vertrekpunt te scheppen om te komen tot betere arbeidsvoorwaarden, bij te dragen bewustwording van goed werk- en opdrachtgeverschap, goed werk- en opdrachtnemerschap vergroot, redelijke en eerlijke vergoedingen stimuleert en zowel de sectorale, subsectorale als individuele onderhandelingspositie van werkenden in de culturele en creatieve sector versterkt. Kunsten '92 heeft dit op zich en de werkgroep 'Fair Practice Code' opgezet. De Fair Practice Code werd gelanceerd op 3 oktober 2017 en is in 2018 aangescherpt naar aanleiding van werksessies met werkenden uit de hele culturele en creatieve sector.

## Inhoud Fair Practice Code
De Fair Practice Code ontworpen door Kunsten '92 werkgroep Fair Practice Code dient als code voor kunst, cultuur en creatieve sector om zo het verdienvermogen en de ontwikkelingsperspectieven voor ondernemers en werkenden in de sector en verbetering. De Fair Practice code werkt met Fair Practice: Fair Chain, Fair Pay & Fair Share en met de vijf kernwaarden: solidariteit, diversiteit, duurzaamheid, vertrouwen en transparantie. De Fair Practice Code vult hiermee de Governance Code Cultuur aan die richtlijnen geeft voor goed, verantwoord en transparant bestuur van en door culturele instellingen en richtlijnen voor toezicht daarop en de Code Culturele Diversiteit, die richtlijnen geeft om de culturele en creatieve sector de diversiteit van de Nederland te laten representeren. Naast de vijf kernwaarden bevat de code antwoorden op de vragen: Waarom de Fair Practice Code?, Wat is de Fair Practice Code?, Voor wie de Fair Practice Code, Hoe de Fair Practice Code toe te passen?, Uitgangspunten (Kernwaarden), een overweging voor de Fair Practice Code, praktische toelichting op de kernwaardes en een overzicht van organisaties die hebben meegewerkt aan het tot stand komen va de Fair Practice Code.

### Fair Chain, Fair Pay, Fair Share
De Fair Practice Code uit dat het essentieel is om een Fair Chain te hebben: een eerlijke keten, waarin de totale sector, makers, organisaties & bedrijven een eerlijke vergoeding (Fair Pay) krijgen voor hun werk om onderbetaling tegen te gaan en een eerlijk aandeel (Fair Share) in hun werk krijgen en dat de rechten over materiaal eerlijk wordt verdeeld. Op deze manier wordt de kunst, cultuur en creatieve sector op hun waarde gewaardeerd.

### Kernwaarden
De vijf kernwaarden van de Fair Practice Code zijn solidariteit, diversiteit, duurzaamheid, vertrouwen en transparantie. Deze kernwaarden zijn als volgt uitgediept:
1. Solidariteit: De noodzaak van een gemeenschappelijk belang en afhankelijkheid wordt zowel binnen de keten van creatie, productie, distributie en exploitatie in de sector zelf, als in de samenleving als geheel erkend. Dit betekent dat het vanzelfsprekend is om de belangen van anderen te verdedigen en elkaar verder te helpen, collectieve (auteursrecht)afspraken na te streven en het belang van collectieve verantwoordelijkheid voor eerlijke betaling te erkennen en waar te maken.
2. Diversiteit: De culturele en creatieve sector wil inclusief zijn. Hij moet meer ruimte en kansen bieden en zou gebaat zijn bij een betere afspiegeling van de samenleving in alle organisatiegebieden en -niveaus. Het gaat hierbij niet alleen over culturele of etnische achtergrond, maar ook over gender, seksuele geaardheid, leeftijd, kennis en vaardigheden en sociaal economische achtergrond.
3. Duurzaamheid: Om het hoge niveau en het potentieel van de culturele en creatieve sector te behouden en te stimuleren, moeten creatieve professionals in hun beroepspraktijk niet worden ontmoedigd. Dit kan door middel van toekomstgericht beleid dat inzet op groei en ontwikkeling van menselijk kapitaal. Tevens door investeringen in kwaliteit van werken door scholing, hr-beleid en afspraken over verzekering en pensioenen om de potentie en motivatie alle werkenden in de sector op de lange termijn te borgen. Het gaat om erkenning van de immateriële waarde van kunstenaars en creatieven voor de duurzame en creatieve kennissamenleving die we willen zijn.
4. Vertrouwen: Anders dan in veel andere sectoren in de samenleving is het in cultuur en in de creatieve sector - net als bijvoorbeeld in de wetenschap - moeilijk om inspanning, talent en arbeid direct te relateren aan kwaliteit en aan kwantitatieve ‘output’ met een meetbaar rendement. In plaats van afrekenen op ‘output’ is vertrouwen in 'outcome', toewijding, kwaliteit en intentie een noodzakelijke waarde en voorwaarde voor succes.
5. Transparantie: Een voorwaarde voor vertrouwen en inzicht in elkaars belangen en mogelijkheden, is een zekere mate van openheid in beleid en bedrijfsvoering. Een transparante markt - die voor een deel wordt gefinancierd door maatschappelijke opdrachtgevers zoals fondsen en overheden - bevordert vertrouwen, eigenaarschap en biedt strategische en praktische kansen voor samenwerking.

## Toepassing
De Fair Practice Code is van toepassing op een ieder werkzaam binnen de culturele en creatieve sector, iedereen die de sector ondersteunt en iedereen die kunst en cultuur afneemt. De culturele en creatieve sector bestaat uit de volgende deelsectoren: podiumkunsten, erfgoed, beeldende kunst, audiovisueel, film, letteren, architectuur, vormgeving, nieuwe media, cultuureducatie, amateurkunst, bibliotheken, media, entertainment, creatieve zakelijke dienstverlening, archieven, mode en gaming. Hierin is elk soort werkverband en werkhouding mee in opgenomen. Ook richt de code zich op aan gerelateerde instellingen, zoals brancheorganisaties, fondsen, het Rijk, Provincies en gemeenten.
Een praktische manier om de Fair Practice Code toe te passen en te controleren of de Fair Practice Code wordt nageleefd is de quickscan van de website www.FairPracticeCode.nl waar op snelle wijze dit gecontroleerd kan worden. Daarnaast biedt de werkgroep tools en workshops aangaande het gebruik van de Fair Practice Code. Ook geeft de werkgroep presentaties door heel Nederland heen over de Code.
Daarnaast is het vaak verplicht om de Fair Practice Code op te nemen in subsidieaanvragen.

## Ontwikkelingen
Sinds de lancering van de Fair Practice Code in 2017 hebben ontwikkelingen plaatsgevonden op het gebied van de uitvoeringen en vormgeving van de Fair Practice Code.
1. Implementatie Fair Practice Code op politiek gebied
  1. Minister Ingrid van Engelshoven schrijft op 12 maart 2018 een brief aan de Tweede Kamer der Staten-Generaal genaamd 'Cultuur in een open samenleving' waarin de minister vraagt om een verbetering van arbeidsvoorwaarden door duidelijke keuzes te maken en een realistische blik. Ze moedigt hierbij de sector aan om hier de verantwoordelijkheid in te nemen.[10]
  2. 13 november 2019: in de Subsidieregeling culturele basisinfrastructuur wordt vastgelegd dat iedereen die in aanmerking wil komen voor rijkssubsidie de Fair Practice moet onderschrijven.
  3. Kunsten '92 brengt 16 mei 2019 rapport uit 'Naar het nieuwe normaal', waarin is berekend dat de uitvoering van de Fair Practice bij bestaande output ten minste €25 miljoen aan extra structurele middelen vergt.[11]
  4. Op 4 juli 2019 dient Lodewijk Asscher naar aanleiding van het bovengenoemde onderzoek een motie in om te wat de daadwerkelijke kosten zijn van implementatie van de Fair Practice Code in de culturele sector, welke wordt aangenomen.[12]
  5. Op 31 januari 2020 bracht het SiRM het rapport 'Gevolgen van de toepassing van de Fair Practice Code' naar aanleiding van de vraag van de Tweede Kamer te onderzoeken wat de daadwerkelijke kosten zijn va de implementatie van de Fair Practice Code in de gehele sector. Hieruit kwam naar voren dat het implementeren van de Fair Practice Code voor meerjarige gesubsidieerde instellingen en festivals €20,1 Miljoen zou kosten. Daarnaast werd onderzocht wat het effect zou zijn als de Fair Practice wél werd in gevoerd in de sector maar dat de kosten voor het invoeren niet werd betaald met overheidsgeld.[13]
  6. Als reactie op dit rapport schrijft minister Ingrid van Engelshoven op 24 februari 2020 een brief 'Nieuwe visie cultuurbeleid'. Zij benadrukt dat de meerkosten voor Fair Practice worden verhaald op de sector zelf en niet zullen worden opgevangen door de overheid.[13]
  7. Kunsten '92 reageerde op 27 februari 2020 op deze brief met dat het beeld niet compleet is: alleen meerjarige gesubsidieerde instellingen zijn onderzocht. Kunsten '92 reageerde met het volgende: "Kunsten ’92 pleit voor aanvullend onderzoek in belang van makers en samenleving. Kunsten ’92 vindt dat de kosten van fair practice niet eenzijdig bij de sector gelegd kunnen worden. Fair chain, een eerlijke keten, onderdeel van fair practice, brengt verplichtingen voor het Rijk als opdrachtgever, financier en stelselverantwoordelijke met zich mee. De Rijksoverheid moet invulling geven aan haar rol en verantwoordelijkheid nemen. Een heldere investeringsagenda is nodig, een fair share, waarmee het Rijk het goede voorbeeld stelt voor lagere overheden, en een opwaartse spiraal in werking zet."[14]
2. Verdere ontwikkelingen
  1. Sinds 8 juli 2020 is er een totstandkoming van de gezamenlijke CAO Kunsteducatie en Openbare Bibliotheken.[15]
  2. Sinds 10 augustus 2020 hebben de toneel- en dans-sector een minimumtarief voor zzp'ers.[16]
  3. De door corona getroffen cultuur en creatieve sector ontvangt in twee steunpakketten €728 miljoen.[17]
  4. De NPO hanteert sinds 5 november de code 'Goed Opdrachtgeverschap' waarin de Fair Practice Code is in opgenomen.[18]
  5. Rotterdam voert Fair Pay in voor het cultuurplan 2021-2024 en stelt daarvoor €2,75 miljoen vrij.[19]
  6. 19 januari 2020: De Taskforce culturele en creatieve sector presenteert haar corona openings- en herstelplan met als pijler Fair Practice bij verdeling noodsteun aan de culturele en creatieve sector.[20]